# Гуамська операція (1941)

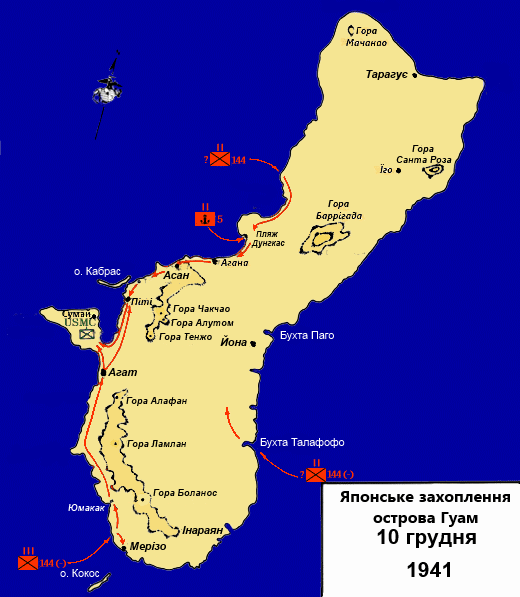
Карта захоплення о. Гуам 10 грудня 1941 Японською Імперією

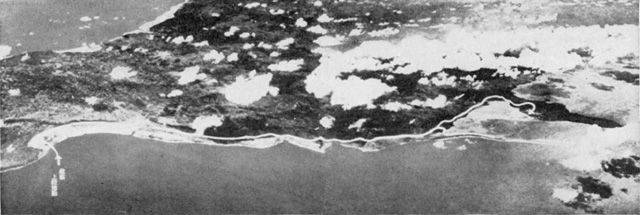
Інша ілюстрація маршруту японських сил під час вторгнення

Гуа́мська опера́ція 1941 — військове вторгнення, битва між Японією та США в період Тихоокеанської та Другої світової війн. Відбулася з 8 по 10 грудня 1941 року на острові Гуам, одному з Маріанських островів. Американський гарнізон був розбитий японськими силами, що призвело до окупації, яка продовжилася аж до Другої Гуамської операції в 1944 році.

## Обстановка
Гуам — це найпівденніша частина Маріанських островів в Тихому океані. Гуам — найбільший із островів і має площу 362 км2. Острів має нерівний кам'янистий рельєф, з тропічними кліматом, лісами на півночі та лісистими пагорбами на півдні. Більша частина берегової лінії оточена кораловими рифами та скелями, хоча пляжі, які зручні для висадки військ існують в центрі західного узбережжя.
США захопили Гуам у Іспанії 21 червня 1898 року під час Іспансько-американської війни 1898 року. Наступного року Іспанія продала інші острови в Маріанському ланцюзі Німеччині. В 1899 році Військово-морські сили США побудували військові об'єкти біля поселення Піті, а в 1901-му Корпус морської піхоти США відкрив бараки в поселенні Сумай. В 1909 році захист острова був зміцнений прибережною артилерійською установкою. Капітан Військово-морських сил США на острові Гуам виконував функцію губернатора і командуючого, але елементи цивільного регулювання також були присутні.
Під час Першої світової війни, в жовтні 1914 р., Японія захопила німецьку частину Маріанських островів і залишила там частину військового контингенту. У грудні 1920 року Японія отримала від Ліги Націй право на управління островами. Японським колоністам було дозволено поселятися на Маріанських островах, і до кінця 1930-х кількість колоністів перевищувала кількість місцевого населення. У 1935 році Японська влада закрила доступ до підконтрольних островів мешканцям західних країн, а в 1939-му створила 4-й Імперський флот Японії для захисту регіону.
США вважали за необхідне підвищити військову присутність на острові Гуам, але жодних заходів, окрім перекидання гідроплану Корпусу морської піхоти США, не було здійснено.
Згідно з Вашингтонською морською конференцією (1922) США і Японія зобов'язувалися не зміцнювати військову присутність на підконтрольних ними островах, включаючи Маріанські. У результаті впродовж 1920-х та 1930-х років не було здійснено жодних кроків до зміцнення захисту острова. У 1930 році була навіть знята прибережна артилерійська установка, а в наступному році з острова був відкликаний гідроплан Корпусу морської піхоти США. У 1938 році Морській піхоті США було дозволено будувати оборонні споруди на острові, але цей дозвіл було швидко скасовано. У 1941 році острів Гуам мав населення 23 394 особи, більшість із яких жили неподалік від столиці острова Хагатни.

## Переддень
Японські плани включали в себе захоплення Гуаму в перші дні війни. У березні 1941 року Японія провела повітряну фоторозвідку острова. Плани щодо захоплення острова були завершені у вересні того ж року, і Південно-морський загін був відповідальний за їх здійснення. Південно-морський загін складався з 144-го Піхотного полку та підрозділів 55-ї дивізії і мав чисельність військ у 4886 солдатів. Війська Південно-морського загону були сконцентровані в Кореї впродовж листопада 1941 р. і після нетривалого перебування в Японії рушили до острова Тітідзіма, що є частиною Островів Оґасавара, наприкінці листопада того ж року. 5-та Рота 2-го підрозділу Морської піхоти Імператорського флоту Японії, чисельністю в 380 осіб, теж мала взяти участь у захоплені Гуаму. Усі військові ресурси повинні були бути перекинутими на Гуам дев'ятьма транспортами, які супроводжуватимуться мінним загороджувачем та чотирма ескадреними міноносцями. 4-та Крейсерна дивізія, яка складалася з чотирьох важких крейсерів, теж мала надати допомогу у разі необхідності. 18-й підрозділ повітряно-десантних військ Морської піхоти Імператорського флоту Японії, який був сконцентрований на острові Сайпан, повинен був супроводжувати транспортуючі та військові підрозділи.
Уряд США не вірив у можливість захисту острова у разі нападу. Положення острова не сприяло зміцненню військової присутності на Філіппінах, тому він слугував точкою для заправки літаків компанії Pan American World Airways і був проміжною ланкою телеграфного з'єднання між Філіппінами та західним берегом США.
У 1941 році острову була надана категорія захисту «F», згідно з якою заборонялося будувати нові захисні споруди і яка зобов'язувала військовий контингент знищити всі споруди військового значення, при вторгненні на острів. Незважаючи на всі причини, в тому числі і малу кількість зброї для захисту, морпіхи, під командуванням бригадного генерала К. Макнулті, розмістилися і укріпилися на острові побудувавши захист проти подальшого повітряного удару японців.
Незважаючи на низький пріоритет захисту острова, все ж було здійснено декілька незначних кроків для його захисту. У квітні 1941 р. був виданий наказ про поліпшення обладнання військових об'єктів на території острова, роботи почались у наступному місяці. У травні також був розширений Гуамський острівний захисний підрозділ. 23 жовтня секретарю морської піхоти США Франку Ноксу було надано звіт, у якому рекомендувалося не посилювати військову присутність на острові через неможливість його захисту і розподіляти ресурси згідно інших пріоритетів. Проте у звіті говорилося про необхідність і далі удосконалювати гавань і споруди для зберігання та використання гідропланів.
На початок війни на острові були присутні загони морської піхоти та військово-морських сил США, але в невеликій кількості, і Гуамський острівний захисний підрозділ. Губернатором та командувачем військовими силами був Капітан Джордж Макміллін. Більша частина кораблів була частиною Азійського флоту і більшість їх персоналу була неозброєна. Берегове судно захисту острова USS Gold Star вирушило до Філіппін, де поповнювало запаси та дало змогу екіпажу купити різдвяних подарунків, завдяки чому й залишилося там. Тральщик USS Penguin був присутній на Гуамі разом із небойовим кораблем Robert L. Barnes, який був призначений для перевезення нафти. У бараках у поселенні Сумай проживали 145 солдатів. Гуамський острівний захисний підрозділ мав у своєму розпорядженні 246 солдатів, більшість із яких пройшли невеличке тренування. Загалом усі військові загони були озброєні 170 рушницями Springfield M1903, 13 кулеметами Lewis і 15 кулеметами Browning M1918. Захисники острова не мали мінометів чи артилерійської зброї, окрім гармат на борту «USS Penguin» На острові існувала також місцева поліція чисельністю 80 чоловік, які були озброєні лише пістолетами.

## Битва
Рівно о 4:45 8 грудня губернатор острова, Джордж Макміллін, був проінформований про напад на Перл-Гарбор. О 8:27 японська авіація з Сайпану атакувала: бараки на Маріанських островах, військову верф, Лібугонську радіостанцію, компанію Standart Oil і готель. Під час атаки тральщик USS Penguin був потоплений після підбиття одного літака. Також був убитий один офіцер і поранено декілька солдатів. Повітряні атаки продовжувалися весь ранок та вечір і закінчилися ввечері о 17:00.
Наступного дня о 8:30 повітряні удари відновилися, але атакувало не більше ніж 9 літаків за удар. Об'єктами для бомбардування були колишні цілі, але додалися Урядовий Дім в Агані і декілька поселень. Того дня японський флот, який складався з 4 важких крейсерів, 4 ескадрених міноносців, 2 канонерських човнів, 6 винищувачів субмарин, 2 тральщиків, залишили Сайпан і вирушили до острова Гуам. Помилка в розвідці японців призвела до атаки острова більшими силами, ніж потребувалося.
Японці висадилися 10 грудня 1941 року на пляжі Дунгкас, північ Агани, в кількості 400 осіб. Вони атакували і завдали поразки Гуамському захисному острівному підрозділу в Агані. Далі війська просунулися до поселення Піті і почали рухатися в бік поселення Сумай. Головний прорив захисту відбувся на Аганській площі de España о 4:45. Військові загони здалися о 5:45, а сам Джордж Макміллін, за офіційною версією, здався о 6:00. Декілька сутичок все ж відбулося на острові, доки звістка про поразку не розлетілася. Патрульний літак YP-16 був збитий під час битви, а YP-17 був захоплений японцями. Вантажне судно теж було пошкоджено під час битви.
Тим часом південно-морський загін (близько 5500 солдатів) під командуванням Томітаро Хорі, здійснив паралельну висадку в бухті Тумон, що на півночі, на південно-західному пляжі біля Мерізо і на східному березі острова, у бухті Талафофо.
Втрати морпіхів склали 5 убитих і 13 поранених (разом із повітряними нальотами втрати склали 13 загиблих і 37 поранених). Військово-морські сили США втратили 8 солдатів. Гуамський острівний захисний підрозділ втратив 4 солдатів і 22 було поранено. Зі сторони японців втрати склали: 1 вбитого та 6 поранених. Рядовий першого класу Кауфман був вбитий японцями після їхньої перемоги.
Під час битви загинули 13 цивільних. 5 американських радистів вирішили уникнути полону і здійснили спробу покинути острів, 5 із них були спіймані та пізніше обезголовлені. Джордж Рей Твійд, останній із 6 радистів, вижив за допомогою місцевого населення, народу чаморро. Вони перевозили його від поселення до поселення, іноді навіть наражаючи на небезпеку свої родини. Японці знали, що невідомий американець не може ховатися без сторонньої допомоги. Підозрюваних допитали та пізніше обезголовили, але Джона не видали японцям. Він, ховаючись, пережив усі роки окупації острова.